# Sangeet Natak Akademi Ratna
Sangeet Natak Akademi Ratna ist der Preis der durch Wahl verliehenen Fellowship der indischen Sangeet Natak Akademi.

## Liste der Akademie-Fellows
(Jahr der Wahl in Klammern)
- Allauddin Khan (1954)
- Hafiz Ali Khan (1954)
- Prithviraj Kapoor (1954)
- Karaikudi Sambasiva Aiyer (1954)
- Ariyakkudi Ramanuja Iyengar (1954)
- Anjani Bai Malpekar (1958)
- Gopeswar Bandopadhyay (1962)
- Papanasam R. Sivan (1962)
- D. Annaswami Bhagavathar (1962)
- Uday Shankar (1962)
- Bhargavram Vitthal Warerkar (1963)
- Swami Prajnanananda (1963)
- Shrikrishna Narayan Ratanjankar (1963)
- P. Sambamoorthy (1963)
- B. R. Deodhar (1964)
- P. V. Rajamannar (1964)
- T. L. Venkatarama Aiyar (1964)
- V. Raghavan (1964)
- Birendra Kishore Roy Choudhury (1964)
- C. Saraswathi Bai (1964)
- Thakur Jaidev Singh (1965)
- D. G. Vyas (1965)
- Dilip Kumar Roy (1965)
- Ganesh Hari Ranade (1965)
- Vinayak Narayan Patwardhan (1965)
- Sombhu Mitra (1966)
- Asutosh Bhattacharya (1966)
- Jayachamaraja Wodeyar (1966)
- E. Krishna Iyer (1966)
- Ebrahim Alkazi (1967)
- Rukmini Devi Arundale (1967)
- Vedantam Satyanarayana Sarma ‘Satyam’ (1967)
- Bade Ghulam Ali Khan (1967)
- P. K. Kunju Kurup (1967)
- Musiri Subramania Iyer (1967)
- Adya Rangacharya ‘Shriranga’ (1967)
- Shambhu Maharaj (1967)
- Kali Charan Patnaik (1968)
- Dilip Chandra Vedi (1970)
- Kapila Vatsyayan (1970)
- K. C. D. Brahaspati (1970)
- Ananth Krishna Sarma (1972)
- Tarapada Chakravarty (1972)
- Krishnarao Ganesh Phulambrikar (1972)
- Kota Shivarama Karanth (1973)
- Kamaladevi Chattopadhyay (1974)
- Jnan Prakash Ghosh (1974)
- M. S. Subbulakshmi (1974)
- Embar S. Vijayaraghavachariar (1975)
- Ravi Shankar (1975)
- Zubin Mehta (1975)
- T. Balasaraswati (1975)
- Rasiklal Chhotalal Parikh (1975)
- Semmangudi R. Srinivasa Iyer (1976)
- Santidev Ghosh (1976)
- Hirjibhai Rustomji Doctor (1977)
- B. Puttasamaya (1978)
- Tinuvengadu Subramania Pillai (1978)
- Purushottam Laxman Deshpande (1979)
- Dhruva Tara Joshi (1979)
- Sumati Mutatkar (1979)
- T. P. Kuppiah Pillai (1979)
- V. K. Narayana Menon (1980)
- Mani Madhava Chakiar (1982)
- Mallikarjun Mansoor (1982)
- Chandravadan C. Mehta (1984)
- M. Kirupanandawari (1984)
- Siya Ram Tewari (1984)
- Satyajit Ray (1986)
- Komal Kothari (1986)
- S. Ramanathan (1986)
- V. V. Swarna Venkatesa Deekshithar (1986)
- Kumar Gandharva (Shivaputra Siddaramayya Komkali) (1988)
- Lata Mangeshkar (1989)
- Ram Gopal (1990)
- Utpal Dutt (1990)
- Kelucharan Mohapatra (1991)
- Alain Daniélou (1991)
- T. S. Parthasarathy (1991)
- D. K. Pattammal (1992)
- Ali Akbar Khan (1992)
- Prem Lata Sharma (1992)
- Mrinalini Sarabhai (1993)
- Girish Karnad (1993)
- Yehudi Menuhin (1994)
- Bismillah Khan (1994)
- Maheswar Neog (1994)
- Vilayat Khan (1995)
- Gangubai Hangal (1996)
- Ammannur Madhava Chakyar (1996)
- Habib Tanvir (1996)
- Badal Sircar (1997)
- K. P. Kittappa Pillai (1998)
- Bhimsen Joshi (1998)
- Birju Maharaj (1998)
- Vijay Tendulkar (1998)
- B. V. Karanth (2001)
- M. Balamuralikrishna (2001)
- Vempatti Chinna Satyam (2001)
- Shanno Khurana (2002)
- Kavalam Narayana Panikkar (2002)
- Zohra Segal (2004)
- Kalamandalam Ramankutty Nair (2004)
- Annapurna Devi (2004)
- Tapas Sen (2004)
- Chandralekha (2004)
- Bindhyabasini Devi (2004)
- Gursharan Singh (2006)
- Kishan Maharaj (2006)
- Rohini Bhate (2006)
- T. N. Krishnan (2006)
- N. Khelchandra Singh (2006)
- Sushil Kumar Saxena (2007)
- Sitara Devi (2008)
- Khaled Choudhury (2008)
- Ramanlal C. Mehta (2008)
- Bhupen Hazarika (2008)
- Lalgudi Jayaraman (2009)
- Shreeram Lagoo (2009)
- Yamini Krishnamurthy (2009)
- Kamlesh Dutt Tripathi (2009)
- Pandit Jasraj (2009)
- Kishori Amonkar (2009)
- Girija Devi (2010)
- Nataraj Ramakrishna (2010)
- Rahim Fahimuddin Dagar (2010)
- T. K. Murthy (2010)
- Mukund Lath (2011)
- Hariprasad Chaurasia (2011)
- Shiv Kumar Sharma (2011)
- Amjad Ali Khan (2011)
- Umayalpuram Sivaraman (2011)
- M. Chandrasekharan (2011)
- R. K. Singhajit Singh (2011)
- Kalamandalam Gopi (2011)
- Padma Subrahmanyam (2011)
- Chandrasekhar Kambar (2011)
- Heisnam Kanhailal (2011)
- N. Rajam (2012)
- T. H. Vinayakram (2012)
- Ratan Thiyam (2012)
- Kanak Rele (2013)
- R. Sathyanarayana (2013)
- Mahesh Elkunchwar (2013)
- S. R. Janakiraman (2014)
- M. S. Sathyu (2014)
- Vijay Kichlu (2014)
- Tulsidas Borkar (2014)